# 나탈리 글레보바
Official website of Natalie Glebova
나탈리 글레보바(Natalie Glebova, 1981년 11월 11일 ~ )는 러시아 출신 캐나다의 텔레비전 사회자, 작가, 댄서, 모델, 미인 대회 우승자이다. 2005년 미스 유니버스 캐나다 우승자이며 2005년 미스 유니버스에서 캐나다 대표로 참가해 우승했다.